# 강태린
강태린(1986년 7월 18일 ~ )은 대한민국의 기업인, 정치인이다.

## 생애

### 청소년기와 군 복무 시절
1986년 7월 18일 과천에서 태어났다. 아버지의 사업이 어려워지면서 경기도 의왕시 청계동의 비닐하우스로 이사해야 했고, 개발 이전의 청계동과 포일동 비닐하우스에서 학창시절을 보냈다. 사회에 나가 본인과 같이 어려운 환경에 처한 아이들을 돕는 사업가가 되겠다는 꿈을 키웠다.
성인이 되어 남대문경찰서에서 의경 복무를 마쳤다. 복무 기간 중, 용산 참사 시위, 노무현 대통령 서거 후 관련 시위 등 여러 굵직한 대한민국의 정치 사건 현장에 있었다. 민주주의를 노래하며 폭력을 행사하거나 도로 점거 후 무고한 시민을 폭행하는 현장 등 각종 시위를 2년 간 관리한 뒤, 사업가의 꿈은 뒤로 하고 입법과 그 외의 정치 활동으로 대한민국을 바꾸겠다는 결심으로 유학길에 오른다.

### 유학 시절
뉴욕 컬럼비아 대학에서 정치학을 전공하며 대한민국의 정치 시스템의 방향과 우리 국가가 가야 할 길에 대하여 깊이 고민했다. 유학 생활 중, 제대 직후 한국에서 만나 결혼한 아내와 슬하에 두 아이를 얻었지만 자녀들에게 이중국적이라는 특권을 주고 싶지 않아 (특히 첫째 아들은 군대를 꼭 가야 한다는 생각 하에) 한국에서 두 아이를 낳고 다시 미국으로 돌아가 유학을 마쳤다.

### 정치 도전기
유학을 마치고 한국으로 돌아와 부모님 사업 시작 단계를 떠올리며 이윤보다는 헌신의 목적으로 소상공인 컨설팅 사업을 시작하였다. 하지만 조국 사태 등 당시 정부의 부조리함을 지켜 볼 수만은 없어 정치 현장으로 뛰어들게 된다. 당시 자유한국당에 입당하여 당에서 주최하는 각종 청년 포럼 등에 참가하여 목소리를 냈지만 한계를 느끼고 청년들이 적극 참여하여야 당과 국가가 바뀐다는 마음으로 제21대 총선에 도전했다. 이후 당의 여러 활동과 서울 시장 보궐 선거 캠프 등 국민의힘에서 적극적으로 활동하고 있다.

## 정치활동
- 2021년 국민의힘 제1차 전당대회 당대표 및 최고위원 선거에 청년최고위원 후보로 출사표를 던졌다.[3] 하지만 정치 신인인데다 경쟁 후보들에 비해 낮은 인지도로 인해 낙선의 고배를 마셨다.
- 5월 25일, 청년최고위원 후보 비전발표회에서 선거 때마다 나오는 포퓰리즘에 대해 강한 비판을 외쳤다.[4]

## 학력
- 2017년 : 뉴욕 컬럼비아 대학교 정치학과 학사 졸업
- 2005년 : 백운고등학교 졸업
- 2002년 : 백운중학교 졸업
- 1999년 : 덕장초등학교 졸업

## 경력
- 2018 ~ : 테루마(주) 대표 (소상공인컨설팅)
- 2020 ~ 2021 : 국민의힘 소상공인 특별위원회 위원
- 2020 ~ 2021 : 국민의힘 의왕과천 당원협의회 부위원장
- 2020 : 대한민국 제21대 국회의원 선거 의왕시·과천시 예비후보 (미래통합당)
- 2015 : 뉴욕 컬럼비아 한인 학생회 KIGS 부회장
- 2013 ~ 2014 : 뉴욕 뉴프론티어 아카데미 한국 학교 교사
- 2012 : 뉴욕 라이온스 클럽 (할렘가&노숙자) 봉사